# Kaviár (hetilap)
Kaviár – illusztrált szatirikus hetilap Temesvárt; 1923-tól 1936-ig tizenhárom évfolyamot ért meg. Címváltozatai az etikai okokból való sűrű betiltások miatt: Új Kaviár, Stella, Stella–Kaviár, Tiktak, Évoé, Évoé–Új Kaviár és Ghitta.

## Története
Főszerkesztője Dinnyés Árpád, kiadója Sabin Pop. A lap alcíme 1925-ben Illusztrált erotikus hetilap, majd 1928-ban Kultúra, erotika, művészet, haladás. A szerkesztők és főmunkatársak között saját nevén szerepelt Benedek Margit, Joláthy B. Zoltán, Ifjabb Kubán Endre, Magyary Géza. A lap a szerkesztő versei, elbeszélései és regényei mellett Benamy Sándor, Brázay Emil, Cziffra Géza, Fekete Tivadar, Vulpes György írásait közölte, többen álneveket használtak.
Az illusztrációkat Sajó Sándor, Sinkovich Dezső és Kóra-Korber Nándor készítette, egy időben aktfotók is megjelentek hasábjain. Közleményeinek egy része a pornográfia határait súrolta, s ez megosztotta a közvéleményt, sokan elítélték sikamlósságait, a hetilap viszont üzleti sikert aratott. 
Kiadásában jelent meg A Kaviár Képes Naptára (szerkesztette Dinnyés Árpád, Temesvár, 1923); A Kaviár Erotikus Könyvtára címen tervezett sorozat egyetlen köteteként Brandstätter Károly Játék a tűzzel c. regénye (Temesvár, 1926); Kaviár Könyvtár, a sorozat 4. számot viselő, egyetlen ismert kötete Győri Endre A kapu előtt c. regénye (Temesvár, 1927).